# Blauer. USA
Blauer. USA è un casa di moda, nota principalmente per le giacche.

## Storia
Il marchio Blauer. USA viene fondato a Boston nel 1936 da Louis Blauer, specializzato nella produzione di abbigliamento tecnico per le forze di polizia. I clienti iniziali erano parte dell'esercito degli Stati Uniti, come ufficiali della Marina degli Stati Uniti, United States Secret Service o tra i vigili del fuoco e i ranger.
Nel 2001, Blauer. USA siglò un diritto esclusivo di licenza e distribuzione con l'azienda italiana FGF Industry SpA, per introdurre il marchio nel mercato internazionale. Nel 2017 FGF Industry SpA ha acquistato il 50% del marchio. I mercati di vendita più importanti sono Germania, Spagna e Russia, seguiti da Europa orientale e settentrionale.

Il logo Blauer. è stato scelto in quanto lo stesso proprietario voleva puntare in alto, quindi ha messo il punto.

## Prodotti
Blauer. USA produce collezioni maschili, femminili e per bambini. L'abbigliamento è sportivo, caratterizzato da un design e da uno stille italiano. La gamma comprende una varietà di giacche, in particolare piumini, ma anche camicie, pantaloni, scarpe e altri tipi di capi. Colori tenui, materiali naturali e tagli molto originali caratterizzano l'aspetto degli articoli di moda e degli accessori.